# Gora Astronomicheskaja
Gora Astronomicheskaja (englische Transkription von russisch Гора Астрономическая Gora Astronomitscheskaja, deutsch ‚Astronomieberg‘) ist ein Berg im ostantarktischen Königin-Marie-Land. Er ragt nordwestlich des Mount Garan nahe dem Kopfende des Denman-Gletschers auf.
Russische Wissenschaftler benannten ihn.